# Савельев, Анатолий Николаевич
Анато́лий Никола́евич Саве́льев (25 апреля 1946, Москва — 20 декабря 1997, там же) — полковник КГБ СССР и ФСБ России, начальник штаба группы «Альфа» Федеральной службы безопасности Российской Федерации; один из 30 сотрудников, включённых в первый набор группы «Альфа». Службу в группе «А», изначально подчинявшейся Седьмому управлению КГБ СССР, проходил с момента образования группы в 1974 году и до своей смерти, участвуя в операциях в Афганистане и на Северном Кавказе. В ночь с 19 по 20 декабря 1997 года участвовал в операции по спасению захваченного в заложники торгового советника посольства Швеции в России Яна-Улофа Нюстрема: Савельев предложил себя в заложники вместо Нюстрема, однако во время операции по освобождению перенёс сердечный приступ и скончался по дороге в больницу. 22 декабря 1997 года указом Президента Российской Федерации Савельеву было посмертно присвоено звание Героя Российской Федерации.

## Ранние годы
Анатолий Николаевич Савельев родился 25 апреля 1946 года в Москве в семье рабочих. Имя получил в честь дяди-танкиста, погибшего в годы Великой Отечественной войны. Отец — Николай Васильевич Сысоев, в прошлом сотрудник органов безопасности, был арестован в 1947 году и отправлен в лагеря, где и умер. Мать проживала в Москве, но у неё была другая семья; вторая бабушка по матери — немка — тоже была репрессирована. Воспитывался у родителей отца, семьи Сысоевых; самым близким человеком считал бабушку Александру Ивановну Сысоеву. Дед умер, когда Анатолию было 14 лет.
Окончил в 1961 году восемь классов средней школы № 6 и поступил в Московский авиационный техникум имени Н. Н. Годовикова, который окончил в 1965 году. После окончания техникума пришёл в Центральное конструкторское бюро. Савельев не мог быть призван в армию, поскольку был единственным кормильцем в семье, однако написал заявление и добился призыва на военную службу; после демобилизации проработал один год в НИИ электронно-вычислительной техники (был техником первой категории) и одновременно учился в педагогическом институте.

## Начало службы в рядах «Альфы»
В 1971 году решением Тимирязевского района ВЛКСМ Савельев был рекомендован в органы государственной безопасности. Командир в/ч 35480 майор Сазонов дал следующую характеристику на сержанта Анатолия Савельева: «выдержан и спокоен, добросовестен и честен, физически развит, в строевом отношении подтянут». Сазонов отметил наличие «чувства романтики» у Савельева и умение доводить любое дело до конца. В своей анкете Савельев упомянул отца, который был арестован по неизвестным причинам, и репрессированную бабушку, что в итоге не помешало ему попасть в органы. Он писал, что занимался боксом, брал призовые места на первенстве Москвы и СССР, а также выполнил норматив мастера спорта СССР. Его зачислили курсантом в спецшколу № 401 при КГБ СССР, которую он окончил с отличием в 1972 году, и был направлен на службу в Седьмое управление КГБ СССР, начав карьеру в должности младшего разведчика 7-го Управления КГБ СССР.
В 1974 году в структуре 7-го управления КГБ СССР была создана группа «А» — первое антитеррористическое спецподразделение силовых структур СССР. Когда Анатолий Савельев уже служил в одном из подразделений КГБ, сотрудник отдела кадров Владимир Химучин порекомендовал ему пройти отбор в группу: на встрече командир группы, майор Виталий Бубенин, рассказал Савельеву кратко о группе, и тот дал своё согласие. Работая пока нештатным сотрудником 10-го отдела 7-го управления КГБ СССР, Савельев был высоко оценён начальником отдела полковником Шевяковым: тот отмечал его хорошую память и наблюдательность, умение маскироваться и спокойно вести себя при осуществлении любого наблюдения. Впрочем, из-за небольшого заикания Савельев решил пойти на хитрость, чтобы не провалить отбор: на медицинскую комиссию он отправил другого человека, который обладал отменной дикцией, но при этом имел худое телосложение (Савельев был крепкого телосложения, весил 90 кг). Хитрость сработала, и Савельев стал сотрудником группы «А».
В 1975 году прапорщик Савельев успешно прошёл аттестацию, которая была подписана Бубениным: он успешно овладел программой обучения, получив права водителя 3-го класса и допуск «А» к вождению оперативного автотранспорта. Через год он окончил физико-математический факультет Московского государственного педагогического института. В 1977 году был произведён в лейтенанты, став старшим разведчиком, в 1978 году был назначен на должность старшего уполномоченного, окончив курсы обучения по воздушно-десантной подготовке с отличием. В 1979 году он сдал экзамен по программе обучения водителя 1-го класса.

## Служба в СССР
За время службы в подразделении Савельев принимал активное участие в ряде сложных боевых операций. Боевое крещение принял в декабре 1979 года в городе Кабуле, когда шла операция «Байкал-79» по свержению Хафизуллы Амина и установлению власти Бабрака Кармаля. Он нёс службу в составе десантно-штурмовых маневренных групп Пограничных войск. 11 декабря 1979 года группа Савельева, куда входили оперативники Шергин, Гречишников и Тарасенко, вылетела в Афганистан. Она встретилась с группой Юрия Изотова на даче Первого секретаря ЦК КП Узбекской ССР Шарафа Рашидова, откуда вылетела в Баграм, где несла охрану высокопоставленных лиц Афганистана. Однако запланированная на 14 декабря операция была сначала перенесена на 16 декабря, а затем и вовсе отменена. Повторный вылет в рамках той же операции состоялся 23 декабря.
27 декабря 1979 года в составе спецподразделения «Гром» Савельев участвовал в операции по захвату штаба ВВС Афганистана в Кабуле вместе с Виктором Блиновым. Вопреки распространённым сообщениям прессы, он не участвовал в штурме дворца Амина: изначально он должен был входить в команду, которая штурмовала дворец, однако накануне штурма Юрий Изотов, участвовавший в захвате штаба ВВС, попросил Михаила Романова отдать ему Савельева в обмен на трёх снайперов. Согласно воспоминаниям Савельева, операция прошла без единого выстрела: советские войска легко разоружили внешнюю и внутреннюю охрану штаба, а затем арестовали начальника штаба. Тем не менее в момент затишья, когда стрельба в районе дворца Амина стихла, по советской БМД, стоявшей у штаба, из курсантской казармы был открыт огонь. На глазах у Савельева был убит десантник, и Анатолий Николаевич заставил начальника штаба связаться с руководством и отдать команду о прекращении огня.
В 1980 году Савельев участвовал в обеспечении безопасности во время Олимпиады в Москве, за что был отмечен благодарностью; через год был произведён в старшие лейтенанты. По воспоминаниям Савельева, в 1982 году один человек угрожал сброситься с крыши посольства США, если ему не предоставят выезд из СССР: усилиями Савельева и его сослуживцев гражданина удалось снять с крыши (за это Савельев получил через год ценный подарок от руководства). В 1983 году он окончил Высшую школу КГБ СССР (учился на 7-м факультете), а в 1984 году отправился во вторую свою командировку в Афганистан. Во время одной из крупномасштабных операций против душманов в ущелье, которой руководил капитан Юрий Лопушко, Савельев взял на себя инициативу по совершению марш-броска с группой молодых лейтенантов пограничных войск, которые должны были помочь заставе, потерявшей в бою своего командира. Ночью 25 сентября 1985 года Савельев чуть не погиб, когда при переходе через ущелье чуть не сорвался в пропасть, но сумел вскарабкаться обратно. В 1985 году он получил поощрение за обеспечение безопасности Всемирного фестиваля молодёжи и студентов в Москве. В 1988 году он участвовал в операции по освобождению захваченных в заложники школьников в Орджоникидзе, беседуя с родителями детей и оказывая психологическую поддержку.
В 1988 году его группе было доверено отправиться в командировку в город Аддис-Абеба (столица Эфиопии). Диссидент Паруйр Айрикян, которого лишили советского гражданства за призывы к войне против Турции за присоединение Западной Армении, должен был быть передан советской резидентуре Первого главного управления КГБ СССР. Когда его доставили в гостиницу «Hilton», возникла внештатная ситуация: из-за неких разногласий эфиопы грозились арестовать и казнить Айрикяна, который в то же время собирался выехать в США и ради этого пытался связаться с армянской диаспорой. Айрикян говорил Савельеву, что хочет выехать в США, и требовал немедленно отпустить его. Ситуация разрешилась, только когда был организован банкет армянской общины в отеле: Савельев уговорил Айрикяна присоединиться к соотечественникам на банкете, с которыми тот позже и уехал из гостиницы. Позже Айрикян вернулся на родину и даже был избран в Верховный Совет Армении.
В мае 1990 года Савельеву пришлось участвовать в операции «Капкан» по нейтрализации ОПГ, занимавшейся контрабандой оружия и его поставкой экстремистским группировкам на Кавказе, готовившим серию терактов. Савельеву и сотруднику 5-го управления Владимиру Луценко пришлось внедриться в одну из таких группировок: во время задержания контрабандистов и экстремистов, произошедшего в Грозном, оперативники побили и Савельева, и Луценко во избежание раскрытия операции. Когда арестованных доставили в тюрьму, выяснилось, что ключи от наручников, в которые были закованы Савельев и Луценко, пропали: им пришлось просидеть в камере несколько часов. В операции по освобождению Савельева и Луценко, по некоторым данным, участвовал Сергей Чалый, руководитель спецподразделения «Альфа» при СБУ в 2006—2009 годах. Савельев участвовал и в переговорах между участниками Карабахского конфликта.

## Служба в Российской Федерации
После распада СССР Савельев продолжил службу в группе «А» уже в Российской Федерации. По свидетельствам сослуживцев, он был строг не только к своим подчинённым, но и к самому себе: на полигоне его бойцы использовали для стрельбы не учебные патроны, а боевые. Савельевым проводились серьёзные силовые тренировки с сотнями подтягиваний, подъёмами штанги, отжиманиями и играми в футбол: особенностями этих тренировок было то, что бойцы всегда носили бронежилеты и шлемы во время этих тренировок и матчей. В частности, во время занятий его бойцы учились прыгать со второго этажа в броне и с оружием, а также бросаться под колёса автомобилей: Савельев оправдывал необходимость подобных занятий тем, что его бойцы должны научиться справляться с подобными трудностями в любых боях.
В 1994 году в Моздоке Савельев вместе с Юрием Дёминым были старшими в нескольких операциях, среди которых была охрана спецпоезда с находившимся в нём министром обороны Павлом Грачёвым и главой МВД РФ Виктором Ериным. Он же непосредственно участвовал в организации и проведении боевых операций по освобождению заложников в городе Будённовске в 1995 году и посёлке Первомайском в 1996 году. При вылете в Будённовск он приказал не брать пулемёты, поскольку прежде при освобождении заложников группа «А» их не использовала, однако один из подчинённых Савельева, Алексей Филатов, взял с собой пулемёт, что в итоге и спасло ему жизнь. В ходе операции в Будённовске погиб подчинённый Савельева Дмитрий Бурдяев, и полковник встретился с его родителями, заявив, что считает себя виновным в гибели Дмитрия. После теракта в Будённовске Савельев занялся подготовкой бойцов по ликвидации главарей бандформирований в горной местности: осенью того же года он совершил горный переход в Приэльбрусье. Помимо операций на Кавказе, Савельев участвовал в борьбе против разных преступников в Российской Федерации, начиная от «одиночек», продававших тяжёлое оружие (один такой был арестован в Кунцево) и заканчивая внедрением в чеченские преступные группировки.
10 декабря 1997 года Савельев участвовал в операции по обезвреживанию психически нездорового уроженца Магадана Геннадия Тодикова, 1938 года рождения, который захватил самолёт Ил-62М в аэропорту «Шереметьево-1», следовавший рейсом Магадан — Норильск — Москва, и угрожал взорвать его. Тодиков требовал 10 миллионов долларов и перегон самолёта в Швейцарию в обмен на жизни пассажиров и членов экипажа. Бойцы группы «А» во главе с Александром Мирошниченко экстренно выехали в аэропорт, получив сообщение от КВС Владимира Бутакова о возможном наличии от 4 до 6 террористов на борту. Изначально на борт должен был проникнуть командир оперативно-боевого отдела Александр Алёшин, переодетый в форму авиаинженера, однако вместо него направился Савельев, который громким криком призвал пассажиров покинуть самолёт, чтобы не задерживать работу аэропорта. По странному совпадению, Тодиков приказал выпустить пассажиров, а затем Савельев и Алёшин, поднявшиеся на борт, мгновенно обезвредили террориста. Взрывное устройство, которое угрожал привести в действие Тодиков, оказалось обычным муляжом. В дальнейшем Александр Гусев критиковал Савельева за личное участие в обезвреживании Тодикова, считая это непозволительным риском для начальника штаба управления «А».
Примерно в это же время Савельев заявил своему руководству, что намеревается прослужить ещё полтора года, прежде чем выйдет в отставку. Врач же не хотел подписывать документы, позволявшие продлить службу: по ЭКГ у Савельева были обнаружены серьёзные проблемы с сердцем. Однако Савельев настоял на подписании документов. К тому моменту за всю свою службу Савельев ни разу не был даже ранен.

## Инцидент в посольстве Швеции и гибель

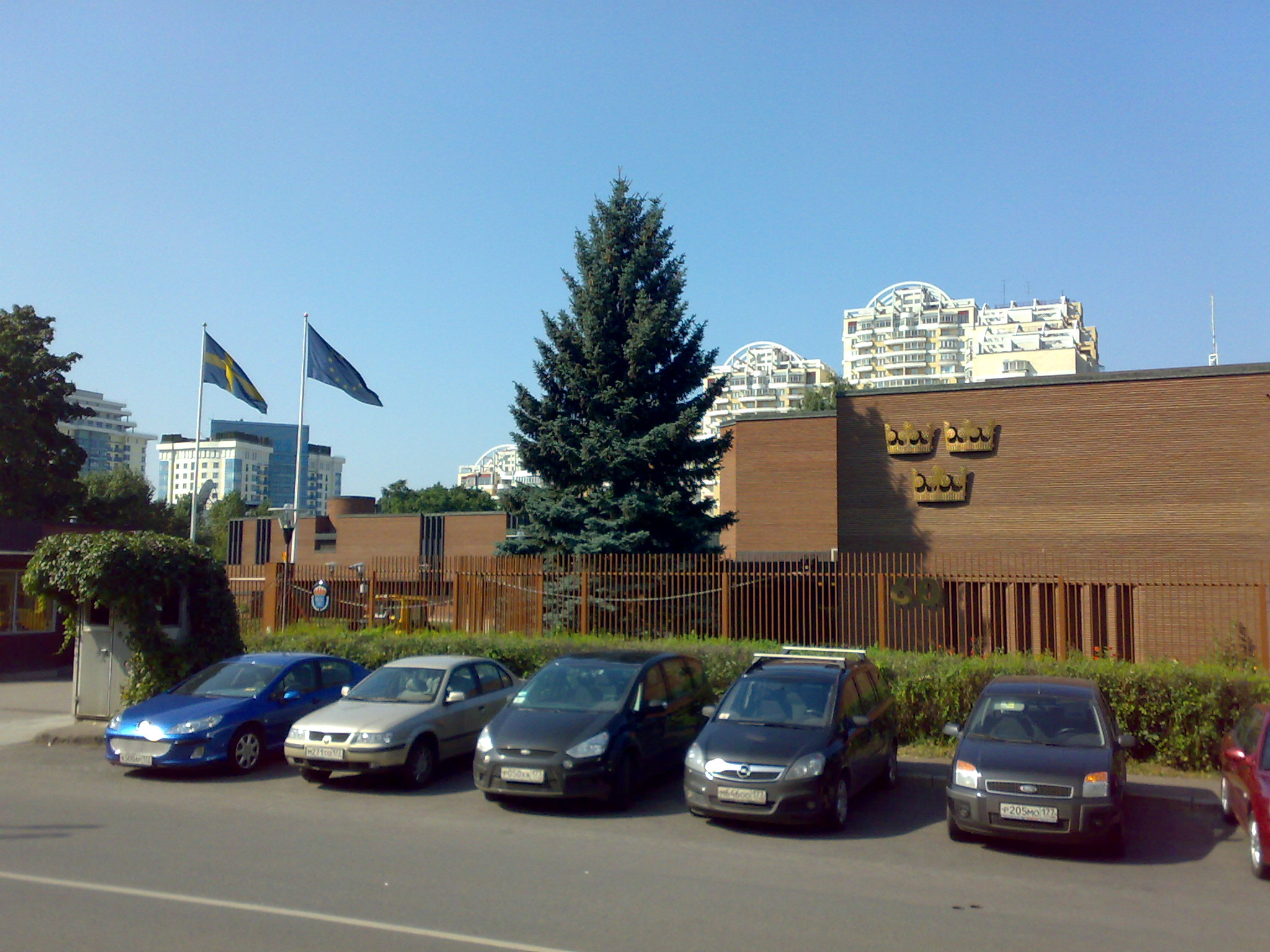
Здание посольства Швеции в Москве

19 декабря 1997 года сотрудники ФСБ проводили торжественные мероприятия по случаю Дня чекиста, отмечавшегося 20 декабря. В 18:50 на автостоянке около здания посольства Швеции (дом 60 по улице Мосфильмовской) неизвестный в маске, вооружённый пистолетом ПМ и гранатой Ф-1, захватил торгового представителя Швеции Яна-Улофа Нюстрема (швед. Jan Olof Nyström) и его жену, находившихся в автомобиле Volvo 340 (позже жена была отпущена). Террористом оказался дважды судимый уроженец Челябинской области С. В. Кобяков 1963 г.р., представившийся изначально как Андрей (подозревалось, что при нём находился фальшивый паспорт). Он потребовал 3 млн долларов США (по некоторым данным, он поднял сумму до 10, а потом и до 30 млн долларов) и самолёт для вылета за границу. Сообщение о захвате заложников получил в 20:02 начальник штаба Департамента по борьбе с терроризмом генерал-лейтенант Д. М. Герасимов, а в 20:10 подняли по тревоге «Альфу», которая выехала в 20:20.
В 20:40 на место происшествия прибыли сотрудники 2-го отдела, начальник управления А. В. Гусев, первый заместитель начальника управления А. И. Мирошниченко и заместитель начальника управления полковник А. Н. Савельев. Под видом сотрудников посольства Швеции помощник командира «Альфы» подполковник А. С. Алёшин и помощник начальника штаба ДБТ ФСБ России начали переговоры с террористом, обнаружив у него пистолет и гранату. Предварительно была подготовлена группа снайперов, которая могла по первому же сигналу открыть огонь по террористу. Однако Д. М. Герасимов (представленный как сотрудник МВД) и А. Н. Савельев (представленный как сотрудник МИД) убедили Кобякова отпустить шведа: Савельев предложил себя в заложники, и Кобяков в 23:10 согласился на обмен, отпустив шведского дипломата. Освобождённый Нюстрем немедленно поспешил к посольству. В последующих переговорах участвовали директор ФСБ Н. Д. Ковалёв и посол Швеции в России Свен Хирдман. «Альфа» же продолжала разрабатывать планы нейтрализации преступника: прорабатывались планы о доставке его в аэропорт Внуково или Шереметьево с последующим задержанием. Журналист «Новой газеты» Николай Николаев утверждал, ссылаясь на медсестру «скорой помощи», что силовики собирались передать коньяк со снотворным Кобякову и нейтрализовать бандита, однако с учётом того, что Кобяков выдернул чеку из гранаты Ф-1, существование подобного плана отрицалось силовиками. Позже Николаев говорил, что слухи о коньяке со снотворным распустил кто-то из собравшейся толпы очевидцев.
Савельев всё это время был привязан верёвкой за горло к подголовнику сиденья машины и пристёгнут ремнём безопасности. В 0:10 машина подъехала к посольству Швеции, а через три минуты Савельев вышел из машины, стоя ещё четыре минуты возле левой передней двери. В 0:17 машина вернулась на прежнее место, а в 0:19 между Кобяковым и Савельевым завязалась драка, длившаяся около трёх минут. Кобяков пытался задушить Савельева, накинув ему удавку на шею. Позже Савельеву стало плохо, о чём он сообщил оперативникам: как оказалось, он перенёс острый сердечный приступ. Оперативники приготовились в случае отрыва заложника от преступника открыть огонь на поражение, хотя Кобяков становился с каждой минутой всё агрессивнее, потребовав чай с коньяком. К полковнику подбежал медбрат: Кобяков отказался пускать врачей с носилками, угрожая взорвать гранату, из которой он уже выдернул чеку, но позже согласился переложить заложника на носилки, если подойдёт второй медбрат. Получив чай в полпервого ночи, Кобяков всё же разрешил подпустить врачей к заложнику: врач 26-й подстанции «скорой помощи» констатировал сердечный приступ у Савельева, сделав тому инъекцию. В 0:50 Кобяков потребовал обменять Савельева на сотрудника ФСБ и корреспондента. В итоге в 1:04 было принято решение взять автомобиль штурмом, и прозвучал снайперский выстрел: Кобяков был ранен. Он начал отстреливаться, вынудив «альфовцев» открыть огонь, однако ещё одним снайперском выстрелом Кобяков был убит. Он выронил гранату, которая чудом не взорвалась. Савельева, находившегося в состоянии клинической смерти, срочно доставили в 64-ю городскую больницу, однако, несмотря на все усилия врачей, спасти его не удалось. По сообщению директора ФСБ Николая Ковалёва, шведское посольство признало необходимость силового разрешения ситуации; посол Швеции Свен Хирдман и премьер-министр Виктор Черномырдин заявили, что правительства обеих стран помогут семье погибшего Савельева.
Гражданская панихида прошла утром 20 декабря на Лубянке, а отпевание — в храме Святителя Николая Чудотворца в Хамовниках. На прощании присутствовали более 3 тысяч человек: помимо ветеранов и действовавших сотрудников спецслужб, проститься с Савельевым пришли и многочисленные гражданские. 22 декабря Анатолий Николаевич был похоронен на московском Николо-Архангельском кладбище (участок 75а) рядом с Героем Российской Федерации Геннадием Сергеевым; один из венков возложил Ян-Улоф Нюстрем. Указом Президента Российской Федерации № 1368 от 22 декабря 1997 года за личное мужество и героизм, проявленные в ходе боевой операции по обезвреживанию террориста у здания посольства Швеции в городе Москве 19—20 декабря 1997 года, полковнику Савельеву Анатолию Николаевичу было посмертно присвоено звание Героя Российской Федерации.

Могила Савельева на Николо-Архангельском кладбище Москвы

### Споры об обстоятельствах гибели
Ряд журналистов (в особенности съёмочная группа программы «Независимое расследование» телеканала НТВ) в дальнейшем отстаивали версию о том, что причиной смерти Савельева стало полученное им огнестрельное ранение, а не сердечный приступ. Так, газета «КоммерсантЪ» утверждала, что в Савельева во время стрельбы по террористу попали четыре пули (одна в поясницу и три в ноги), ссылалась на врачей 64-й горбольницы, которые говорили об одном попадании в грудь и одном в шею. Николай Николаев из «Новой газеты» утверждал, что видел на кадрах оперативной съёмки, что часть пуль, которые выпустили в Кобякова, якобы попали в тело Савельева, и что сотрудники спецслужб якобы психологически давили на Николаева, а в свидетельстве о смерти, выданном вдове Анатолия Савельева, вообще не была указана причина смерти полковника.
В действительности во время перестрелки Анатолий Николаевич получил одно ранение в бедро от срикошетившей пули, которое, по заключениям врачей, не могло привести к смерти. Официально главный кардиолог Медицинского управления ФСБ Владимир Дощилин и судмедэксперт Центра судебно-медицинской лаборатории Министерства обороны РФ Эдуард Ермоленко заявили на пресс-конференции, что смерть их сотрудника наступила от сердечной недостаточности, опровергнув слухи о наличии алкоголя в крови Савельева и ранений смертельного характера. В 1999 году ещё один судмедэксперт Министерства обороны РФ Виктор Колкутин подтвердил, что Савельев получил «определённые ранения», которые не могли привести к его смерти. Командир группы Г. Н. Зайцев выразил порицание попыткам журналистов исказить картину событий, а вдова Савельева в дальнейшем отказалась общаться со СМИ. Проблемы с сердцем у полковника позже подтвердили врачи; выяснилось, что Савельев хранил в дачной одежде нитроглицерин.

## Личная жизнь
Со своей будущей супругой Натальей Михайловной Анатолий познакомился в походе: ему был 21 год, а ей — 17. Через три дня после встречи он ушёл служить в армию, переписывался с будущей супругой. На следующий день после возвращения он сделал ей предложение. Их свадьба состоялась в 1970 году, а 15 июля 1995 года они обвенчались в церкви по случаю своей «серебряной свадьбы». Изначально они планировали сделать это в июне, однако после новостей о захвате заложников в Будённовске пришлось переносить венчание. Старшая дочь — Наталья, младшая — Анастасия. О своей работе Савельев не рассказывал жене, утверждая, что работает в НИИ, однако вскоре жена сама поняла, что работа Савельева связана с серьёзными опасностями.
С детства Анатолий Савельев много читал, увлекался театром, а также ценил поэзию Серебряного века. Его любимой песней была «Дорогая моя столица», любимым фильмом — «Офицеры». После третьей командировки в Афганистан он стал уделять большое внимание религии и крестился. В начале 1990-х он добился того, что помог вернуть церкви Новоиерусалимский монастырь: государство хотело передать обитель церкви, а власти Истры намеревались там создать зону туризма и отдыха и даже открыть казино с сетью ресторанов. По словам Натальи Михайловны, всё решили письма, которые Анатолий отправил от имени общины лично президенту.

## Награды
Удостоен ряда советских и российских государственных наград, среди них:
- Герой Российской Федерации (медаль «Золотая Звезда» № 425; 22 декабря 1997, посмертно) — «за мужество и героизм, проявленные при пресечении террористического акта и спасении жизни человека»[19][4];
- орден «За военные заслуги» (1996)[5];
- два ордена Красной Звезды (28 апреля 1980, 21 марта 1986)[4][5] — отмечен обеими наградами за выполнение специальных заданий во время командировок в Афганистан[7];
- звание «Почётный сотрудник госбезопасности»[4];
- личное именное оружие (пистолет Макарова с комплектом боеприпасов на 32 шт., 25 апреля 1996) — «за личные заслуги, мужество и профессионализм при выполнении специальных заданий»[3].

## Память
- Ежегодно в посольстве Швеции проводятся памятные мероприятия в честь Анатолия Савельева[6].
- В 2009 году именем героя была названа московская средняя школа № 787[20][21], расположенная на улице Алексея Дикого[6].
- Анатолию Николаевичу Савельеву посвящена глава в книге Алексея Филатова «Люди А»[7].
- В 2019 году по мотивам событий в шведском посольстве был снят художественный короткометражный фильм «Обмен» (режиссёр Аксинья Гог, генеральный продюсер Алексей Филатов)[22].